# フォーキノ (沿海地方)
フォーキノ（ロシア語: Фо́кино, ラテン文字転写: Fokino フォーキナ）はロシア連邦・沿海地方の閉鎖都市。人口は1万9711人（2021年）。
ウラジオストクとナホトカの間に位置する。ピョートル大帝湾内の東側にあるアブレーク湾に面している。ウラジオストクからは南東へ45 km。12 km南西にある村・ドゥナイ（Дунай）、および14 km南にある村・プチャーチン（Путятин）はフォーキノ市の管轄下にある。
ロシア海軍・太平洋艦隊の基地があるため、外国人は入域に特別な許可を要するが、領域内の観光地であるプチャーチン島とアスコリド島については不要であり、周囲の海域の独特な自然環境を観光資源として毎年2000人以上の観光者がある。プチャーチン島には2400人程の住民がおり、海産物の漁獲と加工、ミンクとアクシスジカの養殖を主な産業とする。
アスコリド島には定住者はなく、本土との定期航路もないことから観光客も稀で、1995年までは保留地とされ商業活動が許されていなかった。同島には何十トンもの埋蔵量の金があると推定されている。

## 歴史
現在のフォーキノの場所には、1891年にプロミスロフカの村が建てられた。より外洋に近いドゥナイの村は1907年に中央ヨーロッパからの移民が建設し、ダニューブ川にちなんで名づけられた。
プロミスロフカは1958年に都市型集落（町）となり、近くにあった海軍軍人の住宅地チホオケアンスキー（Тихоокеанский）も1963年に都市型集落となった。両方の町は大きくなり1980年10月4日に併合して市となった。海軍基地の町としての性格から立ち入りが厳しく制限された閉鎖都市となり、公式には「シコトヴォ17」（Шкотово-17）というコードネームで呼ばれていた。同時期、同市の管轄下にあったドゥナイは「シトコヴォ22」、プチャーチンは「シトコヴォ26」と呼ばれていた。1994年からコードネームに代わり、「フォーキノ」の名が正式に使われるようになった。
2025年、ロシア国営原子力企業ロスアトムは、日本海沿岸で原子力発電所を建設する計画を発表。設置箇所はフォーキノが有力視されている。